# Pickardinella setigera
Pickardinella setigera là một loài nhện trong họ Tetragnathidae. Chúng được miêu tả năm 1903 bởi F. Octavius Pickard-Cambridge, thường xuất hiện ở Mexico.